# Live in Berlin (album de Ludivico Einaudi)
Pour les articles homonymes, voir Live in Berlin.
 (octobre 2020).
Albums de Ludovico Einaudi
Divenire
(2006) iTunes Festival: London 2007
(2007)
Live in Berlin est un enregistrement en public en 2 CD du pianiste et compositeur italien Ludovico Einaudi de septembre 2007.

## Album live pour piano et cordes
Enregistrement de la tournée allemande pour l'album Divenire à Berlin, au Berliner Philharmonie Kammermusiksaal en septembre 2007.
Pour piano et ensemble de 6 instruments à cordes (violoncelle, contrebasse, 2 altos et 2 violons), musique électronique (loops, mix) et percussions.
Les titres proviennent des albums : Divenire (CD1: 1 à 9 ; CD2: 4), I giorni (CD2: 1, 5), Le onde (CD2: 2) et Eden Roc (CD2: 3). Ces derniers sont des arrangements pour piano et cordes des versions originales.

## Pistes
CD 1
1. Svanire – (7:46)
2. Uno – (4:49)
3. Divenire – (7:14)
4. Rose – (4:42)
5. Ascolta – (5:04)
6. Oltremare – (14:05)
7. Andare – (9:51)
8. L'origine nascosta – (3:09)
9. Primavera – (7:40)

CD 2
1. La nascita (delle coste segrete) – (4:28)
2. Le onde – (4:46)
3. Eden Roc – (7:45)
4. Monday – (6:46)
5. In un'altra vita – (11:20)